# Società Polisportiva Vis Sauro Pesaro 1959-1960
Questa voce raccoglie le informazioni riguardanti la Società Polisportiva Vis Sauro Pesaro nelle competizioni ufficiali della stagione 1959-1960.

## Rosa
| N. |                   | Ruolo | Calciatore         |
| -- | ----------------- | ----- | ------------------ |
|    | Italia (bandiera) | D     | Abbondanza         |
|    | Italia (bandiera) | C     | Giuliano Bertini   |
|    | Italia (bandiera) | A     | Angelo Bortolon    |
|    | Italia (bandiera) | P     | Roberto Ciardi     |
|    | Italia (bandiera) | P     | Carlo Cicchetti    |
|    | Italia (bandiera) | C     | Alberto Clementoni |
|    | Italia (bandiera) | D     | Rino Comizzi       |
|    | Italia (bandiera) | C     | Edoardo Dal Pos    |
|    | Italia (bandiera) | A     | Benito De Rossi    |
|    | Italia (bandiera) | D     | Giuseppe Di Chio   |
|    | Italia (bandiera) | A     | Fulvio Fonda       |

| N. |                   | Ruolo | Calciatore             |
| -- | ----------------- | ----- | ---------------------- |
|    | Italia (bandiera) | A     | Giovanni La Volpicella |
|    | Italia (bandiera) | D     | Edmo Pavinato          |
|    | Italia (bandiera) | D     | Gino Poligani          |
|    | Italia (bandiera) | A     | Carmine Pierro         |
|    | Italia (bandiera) | D     | Elio Rossi             |
|    | Italia (bandiera) |       | Salmoiraghi            |
|    | Italia (bandiera) | C     | Umberto Stabellini     |
|    | Italia (bandiera) | D     | Vittorio Taddia        |
|    | Italia (bandiera) | C     | Renato Tonon           |
|    | Italia (bandiera) | A     | Adriano Zecca          |
|    | Italia (bandiera) |       | Zucconi                |